# ثنائي كبريتيد الكربون
ثنائي كبريتيد الكربون أو ثاني كبريتيد الكربون مركب كيميائي له الصيغة CS2. وهو سائل متطاير عديم اللون، يستخدم في العديد من التطبيقات خاصة في الكيمياء العضوية، كما يستخدم كمحل (مذيب) لاقطبي في الصناعة.

## الخواص
- ثنائي كبريتيد الكربون سائل في درجة حرارة الغرفة، وهو عديم اللون، وله رائحة تشبه رائحة الإيثر.
- CS2 سائل متطاير سريع الاشتعال، وفق المعادلة:

CS2 + 3 O2 → CO2 + 2 SO2
- يعد ثنائي كبريتيد الكربون من المحلات اللاقطبية للعديد من المواد، من بينها اليود والكبريت والسيلينيوم والفوسفور الأبيض.
- مقارنة مع ثنائي أكسيد الكربون، يعد ثنائي كبريتيد الكربون أكثر تفاعلية تجاه المجموعات المحبة للنوى بالتالي فهو أسهل اختزالاً. تعود هذه الاختلافات في التفاعلية بسبب ضعف مقدرة المنح الخاصة بالمدار π في المراكز الكبريتية، ممايجعل بالتالي من ذرة الكربون أكثر حباً للإلكترونات (إلكتروفيلية).

## التحضير
يتحرر ثنائي كبريتيد الكربون أثناء هيجان البراكين وذلك من اتحاد الكربون مع الكبريت وذلك عند درجات حرارة مرتفعة جداً.
يمكن تحضير ثنائي كبريتيد الكربون عند درجات حرارة أخفض نسبياً وذلك عند 600 °س وذلك باستعمال الغاز الطبيعي كمصدر للكربون، حيث يتم التفاعل بين غاز الميثان والكبريت بوجود السيليكا جيل أو الألومينا كحفاز للتفاعل:
CH4 + 1/2 S8 → CS2 + 2H2S

## التفاعلات

### إضافة المحبات للنوى
على سبيل المثال يؤدي تفاعل إضافة الأمين إلى تشكيل ثنائي ثيو الكربامات:
2R2NH + CS2 → [R2NH2+][R2NCS2-]
أما إضافة الألكوكسيدات فيعطي الزانتات:
RONa + CS2 → [Na+][ROCS2-]
يعد هذا التفاعل أساس صناعة السليولوز المجدد، الذي يعد المكون الأساسي في صناعة الفيسكوز والرايون والسيلوفان.

### الاختزال
يقوم الصوديوم باختزال ثنائي كبريتيد الكربون ليعطي الحلقة غير المتجانسة :
3CS2 + 4Na → Na2C3S5 + Na2S

### الكلورة
تعد كلورة CS2 طريق الاصطناع الرئيسي لرباعي كلوريد الكربون:
CS2 + 3 Cl2 → CCl4 + S2Cl2
يتم هذا التحول بتشكل ثيو الفوسجين، CSCl2، كمركب كوسطي.

## السلامة
- يعد ثنائي كبريتيد الكربون من المركبات الضارة بالصحة، حتى أنه خطر على الحياة، فيجب الحذر التام أثناء التعامل معه.
- يؤدي التعرض المستمر لهذا المركب إلى أعراض تسمم تتمثل بالتالي: حدوث اضطرابات في الوجه، هيجانات انفعالية تشعر صاحبها بالبهجة، بعدها فقدان للوعي وحدوث غيبوبة مع صعوبة في التنفس.
- أما الأعراض المزمنة نتيجة التعرض المتكرر فهي: وجع في الرأس، أرق، اضطرابات في الذاكرة وفي كل من السمع والبصر، بالإضافة إلى اضطرابات في الجهاز العصبي.